# Uruguay i olympiska sommarspelen 2004
Uruguay i olympiska sommarspelen 2004 bestod av 15 idrottare som blivit uttagna av Uruguays olympiska kommitté.

## Cykling

### Bana
Herrarnas poänglopp:
- Milton Wynants
  - 46 poäng (6 sprintpoäng, 40 varvpoäng) (→ 9:a totalt)

Herrarnas Madison:
- Tomás Margaleff och Milton Wynants
  - 3 poäng, 1 varv bakom (→ 10:a totalt)

## Friidrott
Herrarnas 200 meter:
- Heber Viera
  - Omgång 1 — 20.94 (→ 5:a i heat 3, gick inte vidare, 35:a totalt) (säsongsbästa)

Herrarnas 400 meter:
- Andrés Silva
  - Omgång 1 — 46.48 (→ 6:a i heat 2, gick inte vidare, 41:a totalt)

Damernas 1 500 meter:
- Elena Guerra
  - Omgång 1 — 4:35.31 (→ 14:a i heat 2, gick inte vidare, 40:a totalt)

## Kanotsport
Herrarnas C-1 500 m
- Darwin Correa
  - Heat — 2:02,014 (7:a i heat 1, gick vidare till semifinal)
  - Semifinal — 1:58,727 (→ 7:a i semifinal 2, 18:a totalt)

Herrarnas C-1 1000 m
- Darwin Correa
  - Heat — 4:27,115 (6:a i heat 2, gick vidare till semifinal)
  - Semifinal — 4:22,096 (→ 7:a i semifinal 2, 16:a totalt)

## Rodd
Herrar
| Idrottare                    | Gren                    | Heat    | Heat      | Återkval | Återkval  | Semifinal | Semifinal | Final   | Final     | Final |
| Idrottare                    | Gren                    | Tid     | Placering | Tid      | Placering | Tid       | Placering | Tid     | Placering |       |
| ---------------------------- | ----------------------- | ------- | --------- | -------- | --------- | --------- | --------- | ------- | --------- | ----- |
| Leandro Salvagno Rattaro     | Singelsculler           | 7:43,91 | 5 R       | 7:02,68  | 3 SD/E    | 7:24,41   | 2 FD      | 7:01,33 | 20        |       |
| Rodolfo Collazo Joe Reboledo | Lättvikts-dubbelsculler | 6:29,20 | 5 R       | 6:30,23  | 3 SC/D    | 6:29,39   | 3 FC      | 7:03,72 | 18        |       |

## Segling
Herrar
| Seglare      | Gren    | Lopp | Lopp | Lopp | Lopp | Lopp | Lopp | Lopp | Lopp | Lopp | Lopp | Lopp | Summerad poäng | Finalplacering |
| Seglare      | Gren    | 1    | 2    | 3    | 4    | 5    | 6    | 7    | 8    | 9    | 10   | M*   | Summerad poäng | Finalplacering |
| ------------ | ------- | ---- | ---- | ---- | ---- | ---- | ---- | ---- | ---- | ---- | ---- | ---- | -------------- | -------------- |
| Angel Segura | Mistral | 30   | 33   | 31   | 31   | 29   | 28   | 31   | 25   | 31   | 29   | 29   | 294            | 32             |

M = Medaljlopp; EL = Eliminerad – gick inte vidare till medaljloppet;
Öppen
| Seglare          | Gren  | Lopp | Lopp | Lopp | Lopp | Lopp | Lopp | Lopp | Lopp | Lopp | Lopp | Lopp | Summerad poäng | Finalplacering |
| Seglare          | Gren  | 1    | 2    | 3    | 4    | 5    | 6    | 7    | 8    | 9    | 10   | M*   | Summerad poäng | Finalplacering |
| ---------------- | ----- | ---- | ---- | ---- | ---- | ---- | ---- | ---- | ---- | ---- | ---- | ---- | -------------- | -------------- |
| Alejandro Foglia | Laser | 26   | 31   | 17   | 33   | 23   | 23   | 35   | 29   | 32   | 34   | 29   | 277            | 34             |

M = Medaljlopp; EL = Eliminerad – gick inte vidare till medaljloppet;